# Серијере (Салерно)
Серијере је насеље у Италији у округу Салерно, региону Кампанија.
Према процени из 2011. у насељу је живело 9 становника. Насеље се налази на надморској висини од 33 м.